# 中村神社
中村神社（なかむらじんじゃ）は、石川県金沢市中村町にある神社。
祭神は、武甕槌命・経津主神・天児屋根命・比咩大神。

## 概要
犀川沿いに位置し、近隣には式内論社春日神社 (金沢市)が存在する。
当社の拝殿はかつて金沢城二の丸の舞楽殿であったもので、昭和40年（1965年）に移築されている。
当社は平成21年（2009年）に鎮座1100年を迎えた。

## 由緒
貞享2年（1685年）の六台泍山派山伏頭・蓮花院の由来書には「往古より中村に鎮座していたと伝がある」と記されており、古来より氏子崇敬者の心の拠所として鎮座している。慶長7年（1602年）より地蔵院という別当が奉仕し、本尊に薬師如来を安置し、後に春日明神の神霊を迎えた神仏混淆の神社であった。中村はもと、旧伝馬町、蘭田町、物吉町の中央あたりまでが村地であって部落も犀川の右岸にあったが、城下の拡張で左岸の今の地に移され、このときにお社も一緒に移転し、現在の場所に鎮座した。明治元年（1868年）神仏分離令により別當が復職して神職となり、宝久寺を中村春日社と改称し、明治13年（1880年）9月に郷社に列せられた。

## 拝殿
当社の拝殿は、旧金沢城二の丸御殿にあった舞楽殿（能舞台）を移築したもので、前田家歴代藩主自らが居並ぶ家臣を前に舞ったこともあった。
桃山風建築様式で総ケヤキ造り、欄間には加賀藩木彫名匠である武田友月（たけだゆうげつ・1772～1844）の作と伝わる、一本彫りの龍が四方に配され、塗格天井には極彩色の絵があしらわれ、重厚に組まれた黒漆の格子には金の金具が使われている。
明治3年（1870年）、越後戦争で戦死した加賀藩士の霊を祀るために建立が計画された顕忠祠の社殿として、舞楽殿が選ばれて移築された経緯をもつ。もともと、二の丸御殿に隣接する形で建設された独立した建物で、床の広さが三間二尺四方と手ごろだったためだと思われる。なお、城の二の丸の建造物は明治14年（1881年）の火災でことごとく焼失したが、欄間の龍が水を呼んだので、社殿は火災に遭わなかったとの言い伝えがある。
明治30年（1897年）には招魂社として昇格し、多くの参拝者で賑わった。昭和10年（1935年）には招魂社の祭神が石引の護国神社に合祀されたが、その際に招魂社の拝殿（舞楽殿）と神門は卯辰山に置き去りになってしまった。その後神門は尾山神社の東神門として移築されるも、舞楽殿は長い年月の間放置されていた。
昭和39年（1964年）に中村神社の拝殿を新築するという話が進んでいたが、当時の宮司が拝殿の新築をするよりも、舞楽殿を中村神社に移築し拝殿として維持管理していくよう、当時の所有者である護国神社に働きかけたため、昭和40年（1965年）には舞楽殿が移築された。
平成16年（2004年）、国の登録有形文化財に登録される。

## 文化財
国の登録有形文化財
- 拝殿（旧金沢城二の丸能舞台） - 解説は前出。

## ギャラリー

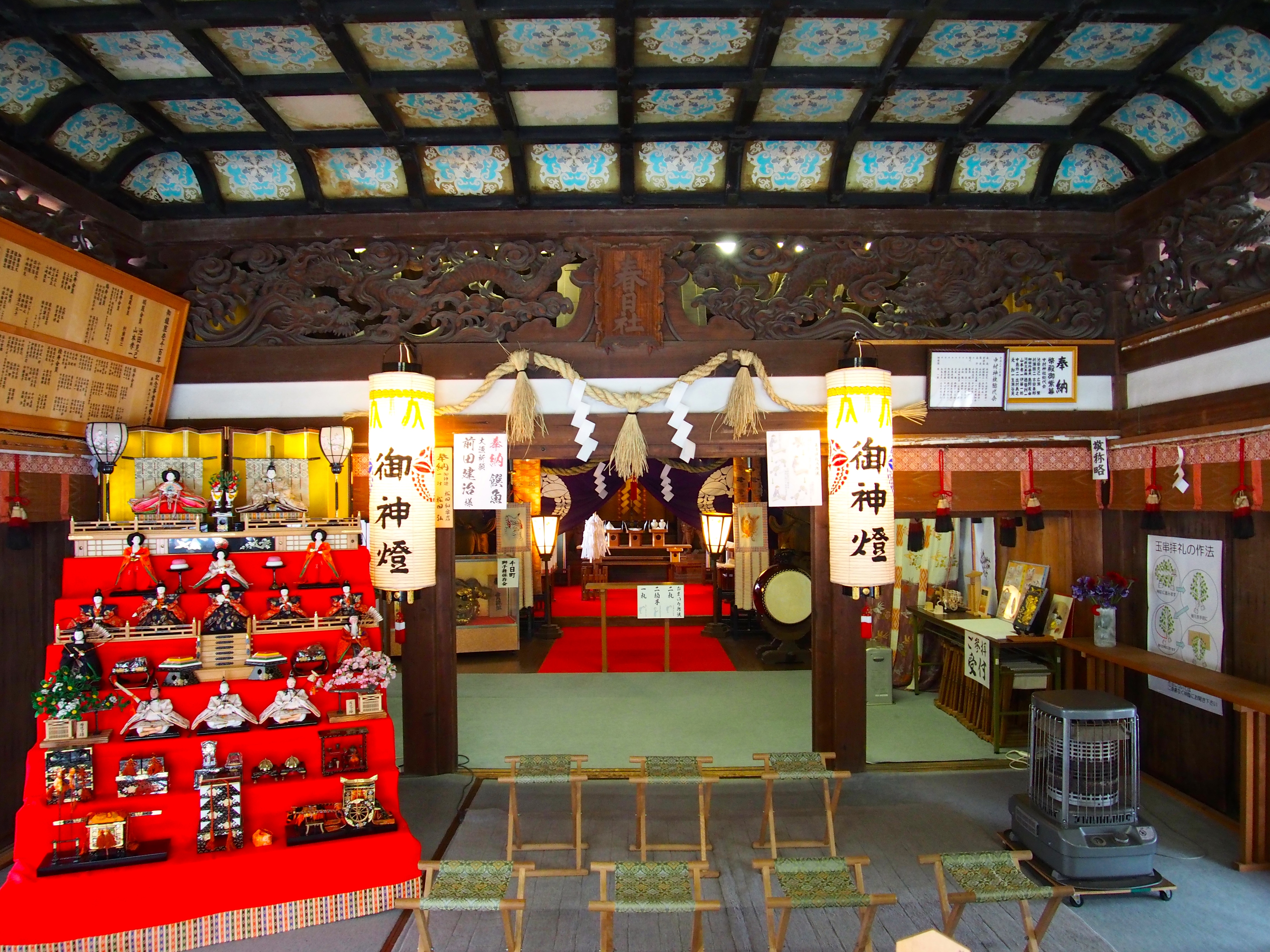
拝殿内部
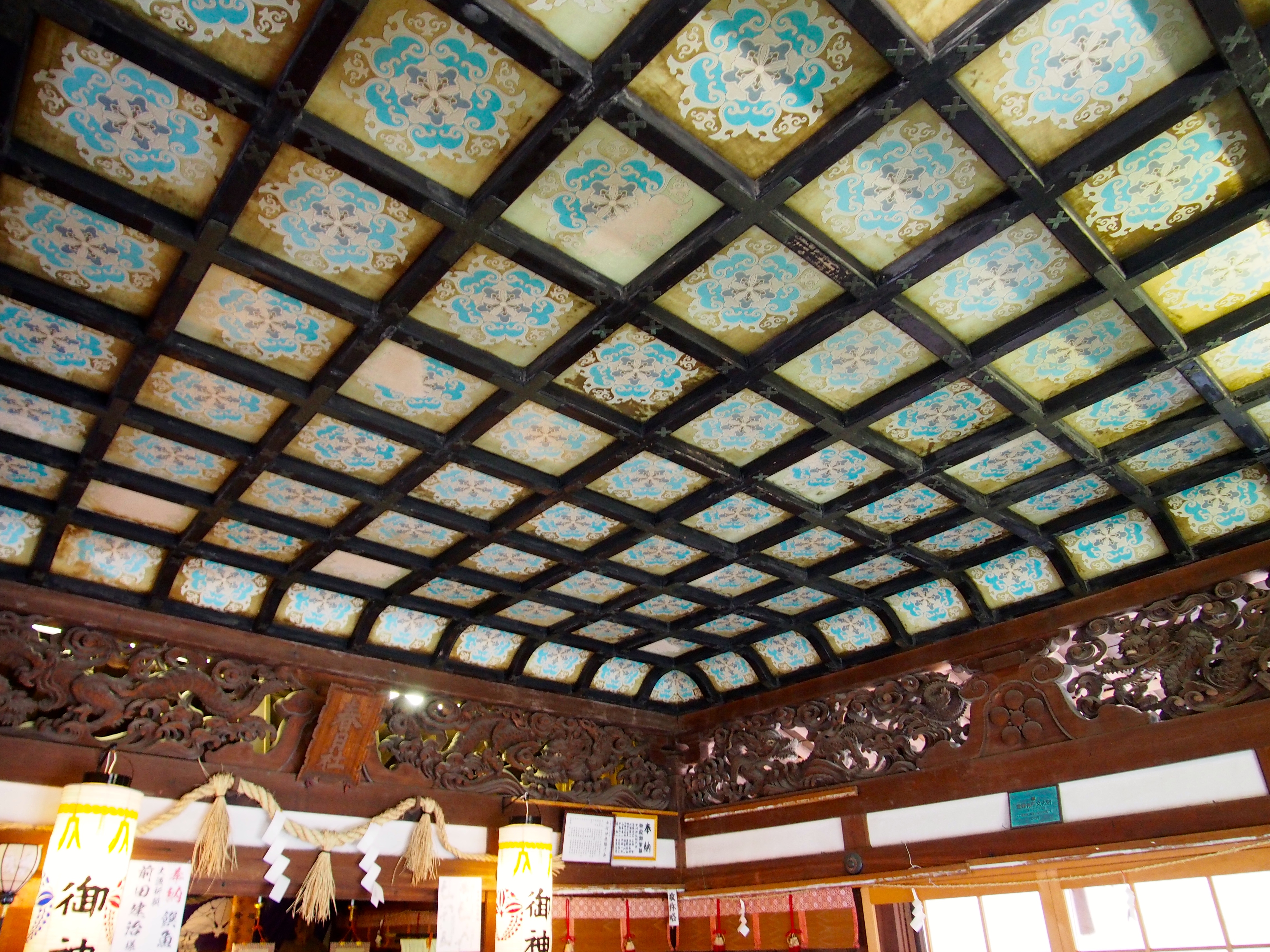
拝殿内部の格天井・欄間
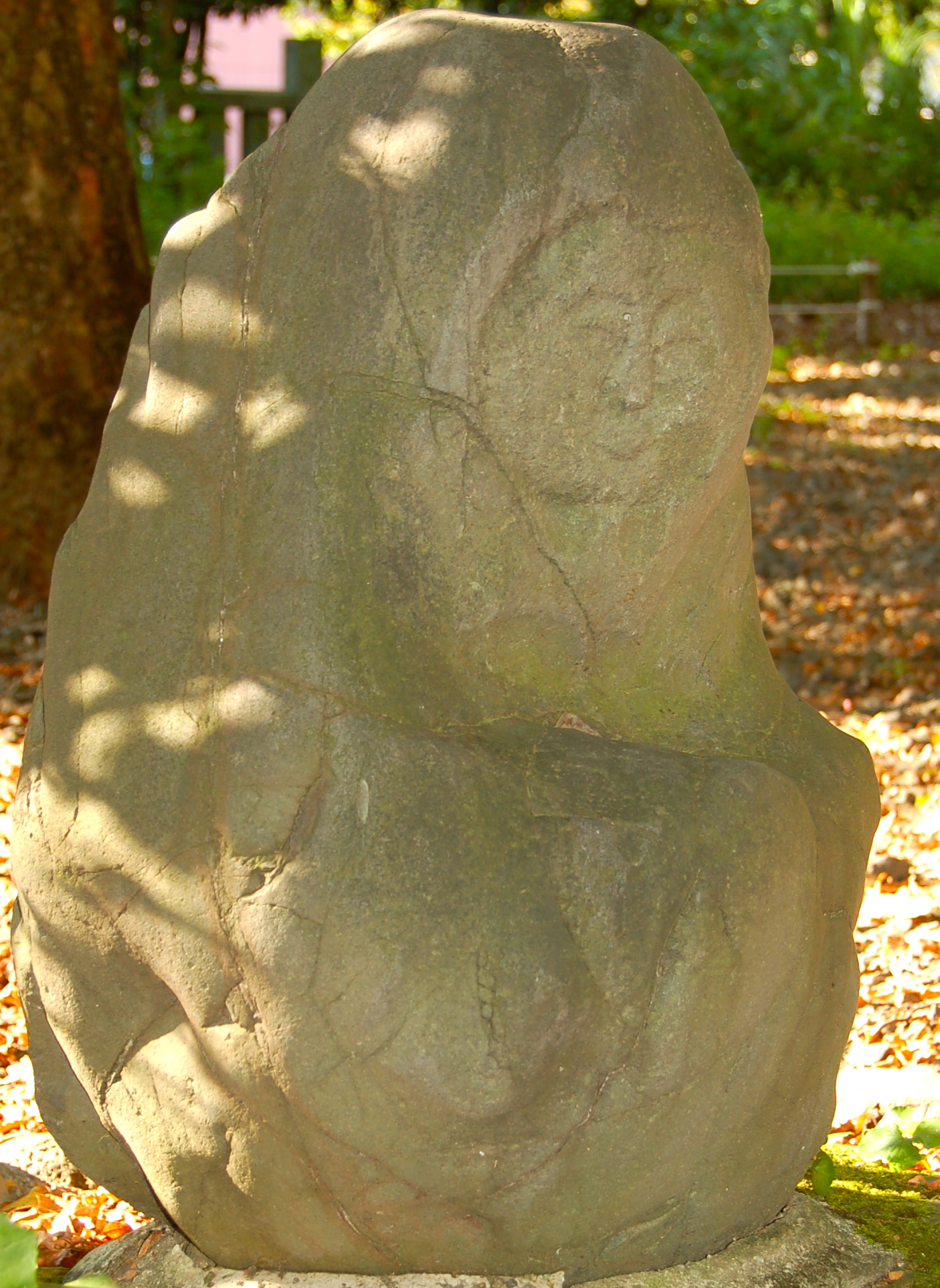
母石